# Stelle (film)
Stelle (Sterne), conosciuto anche come La stella di Davide, è un film del 1959 diretto da Konrad Wolf.
Nel suo anno di uscita vinse il Premio Speciale della Giuria al Festival di Cannes.

## Trama
Ambientato in Bulgaria, durante la seconda guerra mondiale, il film racconta la storia di un ufficiale tedesco che si innamora di una ragazza ebrea che sta scortando verso i Lager. Lei morirà e lui passerà coi partigiani.

## Produzione
Co produzione bulgaro-tedesca, il film venne prodotto dalla DEFA-Studio für Spielfilm di Potsdam-Babelsberg e dalla Studio für Spielfilme di Sofia.

## Distribuzione
In Italia, il film è stato distribuito nelle sale cinematografiche nel 1959-1960 dalla Rome International Films, per poi godere di alcuni passaggi televisivi dapprima nel canale nazionale Rai, e poi, fino agli anni '70-80, in qualche televisione locale senza però mai venire distribuito in homevideo. Verso la fine dell'estate 2020, l'Associazione Memoriale Sardo della Shoah di Cagliari ha recuperato da un collezionista fiorentino una copia in pellicola 35 mm del film in italiano, che ha poi fatto restaurare in telecinema e pubblicare in dvd originale con la AR productions, una casa di distrubuzione dvd di cinema d'essai e di alta qualità.